# ISO 3166-2:NU
Die zur Kennzeichnung geografischer Einheiten dienende Liste der ISO 3166-2-Codes für  Niue enthält ausschließlich den Code für  Niue. Es existieren keine weiteren Unterteilungen.

Dieser Code besteht nur aus einem Teil. Dieser gibt den Code gemäß ISO 3166-1 (für  Niue NU) wieder.
Die aktuellen Codes stehen auf der Seite der ISO unter #iso:code:3166:NU zur Verfügung.

Die Unterteilung Niues in 14 Distrikte ist für diese Norm nicht von Belang.